# Ireneo Affò
Ireneo Affò (né à Busseto le 10 décembre 1741 et mort dans la même ville le 14 mai 1797) est un historien de l'art, un écrivain et un numismate italien du XVIIIe siècle. Il appartenait à l'Ordre des frères mineurs.

## Biographie
Ireneo Affò nait à Busseto en 1741. Notant sa précoce inclination pour le dessin et la poésie, son père décide de le confier à l'atelier du peintre Pietro Balestra (it) qu'il quitte cependant rapidement. Il étudie les « belles lettres » auprès du médecin de Busseto, Buonafede Vitali, faisant preuve d'une bonne aptitude pour la composition des vers.
Il entre par la suite comme frère dans la branche de la Regolare Osservanza de l'ordre des Franciscains. Il compose un chant à Notre-Dame de l'Assomption (Canzone alla Vergine Assunta) et un poème sur l'arche de Noé. Il cultive son érudition par des études et il réalise de longues recherches dans les archives de Parme, ville où il assure le service pastoral. Le duc Ferdinand de Bourbon l'envoie en tant que professeur de philosophie à Guastalla où il travaille sur l'édition de la Fabula di Orfeo d'Angelo Poliziano à peine découverte dans les archives de Reggio d'Émilie. Il réalise une édition critique des œuvres poétiques de saint François d'Assise. Les cinq premiers volumes de « Mémoires des écrivains parmesans » (Memorie degli scrittori e letterati parmigiani, 1789 - 1797) constituent sa plus grande œuvre en matière de littérature.
En 1778, il est rappelé à Parme comme adjoint du bibliothécaire de la cour, Paolo Maria Paciaudi, directeur de la biblioteca Palatina, auquel il succède en 1785. Il devient historien officiel du duché et professeur honoraire d'histoire à l'université de Parme. En 1792, il commence la publication des quatre volumes de l'« Histoire de la ville de Parme ». Il meurt dans le couvent de sa ville natale d'une fièvre contractée après avoir apporté le réconfort à une personne malade.

## Publications

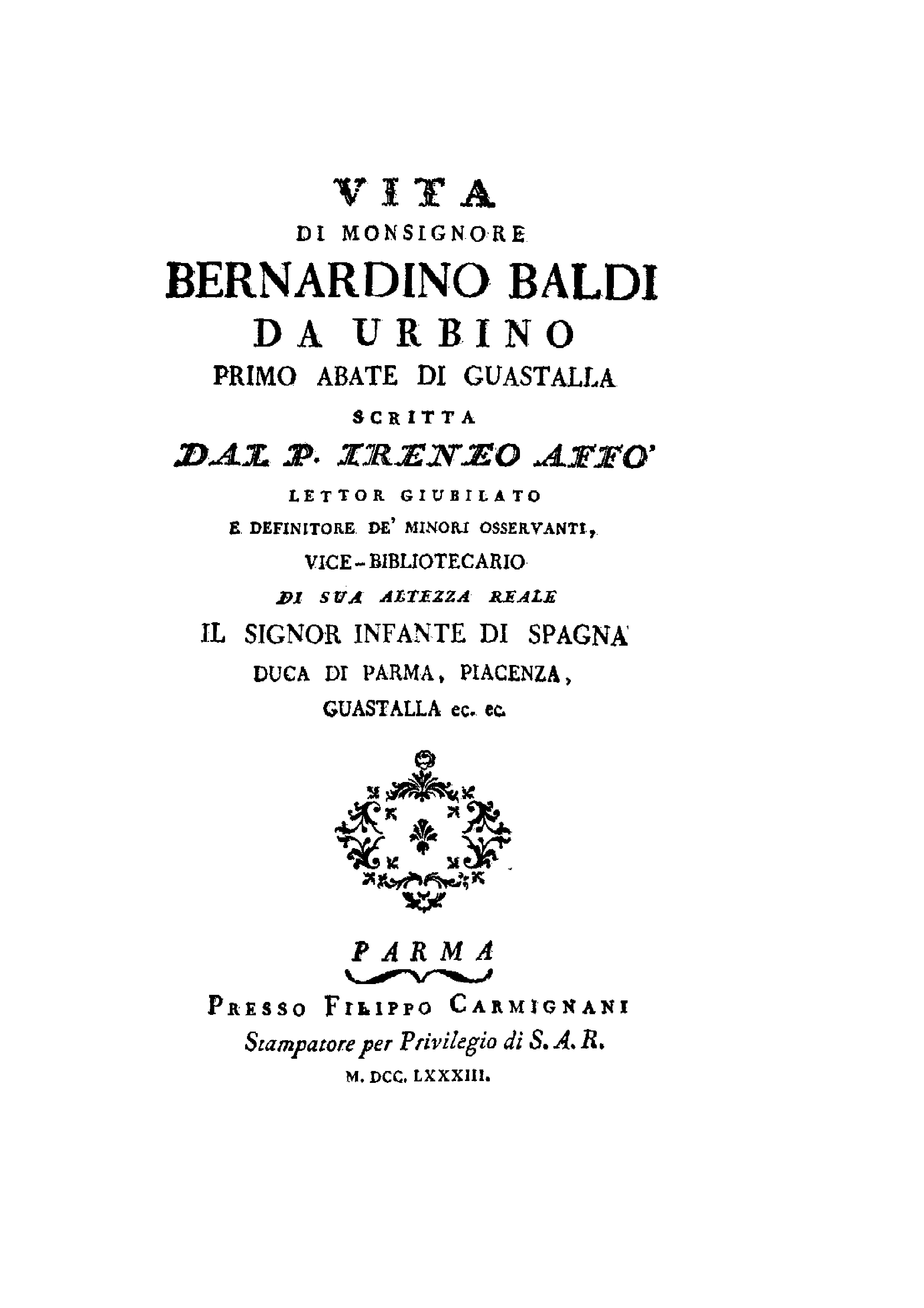
Vita di monsignore Bernardino Baldi da Urbino, 1783

- Istoria della città e ducato di Guastalla, 4 volumes, Parme, 1785-1788 ;
- Memorie degli scrittori e letterati di Parma, 5 volumes, Parme, 1789-1797, œuvre continuée par  Angelo Pezzana, 1825-1833 ;
- Storia di Parma, sino al 1346, 4 volumes, Parme 1793-1795 ;
- La Zecca e moneta parmigiana, Parme 1788, œuvre continuée par Michele Lopez, 1868-1874 ;
- Vita di Luigi Gonzaga detto Rodomonte, Parme 1780.